# Pepsi-Cola Masters 1970
Il Masters 1970 (chiamato anche Pepsi-Cola Masters 1970 per motivi di sponsorizzazione) è stato un torneo di tennis giocato su campi in sintetico indoor al Tokyo Metropolitan Gymnasium di Tokyo in Giappone. È stata la 1ª edizione del torneo di singolare di fine anno ed era parte del Pepsi-Cola Grand Prix 1970. Il torneo si è giocato dal 9 al 15 dicembre 1970. 
L'evento comprendeva un torneo di singolare e uno di doppio, entrambi si sono giocati col formato del round robin. Stan Smith ha vinto il primo titolo di singolare e poi ha giocato con Arthur Ashe per vincere pure il titolo di doppio.

## Campioni

### Singolare
Stan Smith ha vinto il round robin contro  Arthur Ashe,  Željko Franulović,  Jan Kodeš,  Rod Laver e  Ken Rosewall.

### Doppio
Arthur Ashe /  Stan Smith hanno vinto il round robin contro  Jan Kodeš /  Rod Laver e  Željko Franulović /  Ken Rosewall.